# Dicerocaryum senecioides
Dicerocaryum senecioides är en sesamväxtart som först beskrevs av Johann Friedrich Klotzsch, och fick sitt nu gällande namn av Abels. Dicerocaryum senecioides ingår i släktet Dicerocaryum och familjen sesamväxter. Inga underarter finns listade i Catalogue of Life.

## Bildgalleri

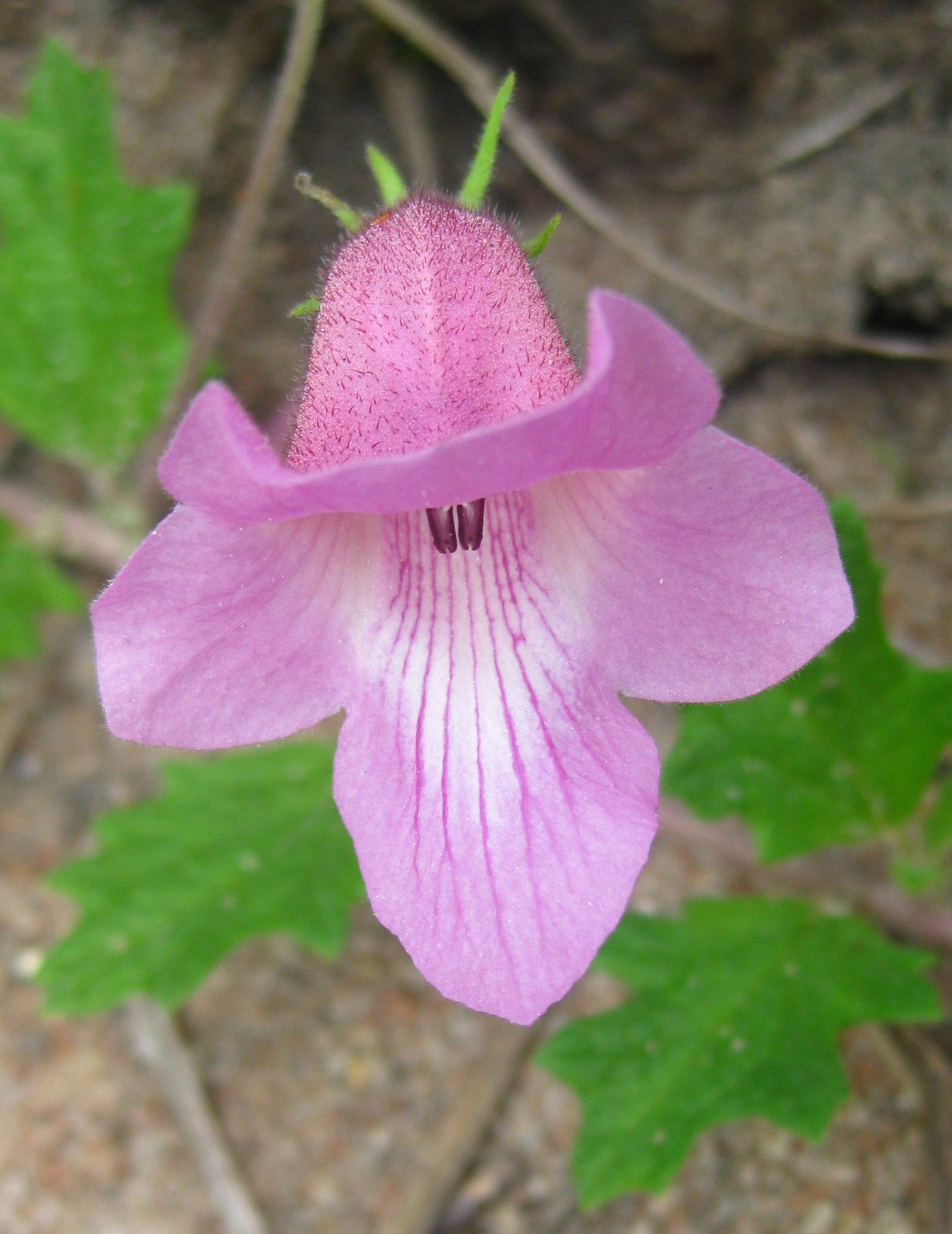